# Мукачівський Директоріум
Мука́чівський Директо́ріум — міський виконавчий комітет, який було створено ввечері 21 березня 1919 року в Мукачевому після того, як того дня в Будапешті було проголошено радянську владу. Радянська влада в Угорщині і на Закарпатті довго не протрималась. 28 квітня 1919 року Мукачеве було окуповане румунськими військами, а через два місяці військами новоутвореної Чехословацької республіки.